# 北江东岸抗日动员委员会旧址
北江东岸抗日动员委员会旧址，位于中国广东省清远市英德市大镇镇雅堂村，为清远市英德市的一个市级文物保护单位，类型为近现代重要史迹及代表性建筑，公布时间为1995年12月。
北江东岸抗日动员委员会旧址的历史年代为1945.6—1945.8。